# 로드 하우스 (1948년 영화)
《로드 하우스》(Road House)는 미국에서 제작된 진 네글레스코 감독의 1948년 액션, 드라마 영화이다. 이다 루피노 등이 주연으로 출연하였다.

## 출연

### 주연
- 이다 루피노
- 코넬 와일드

### 조연
- 셀레스트 홈
- 리차드 위드마크
- O.Z. 화이트헤드